# Ken Denning
 Der er for få eller ingen kildehenvisninger i denne artikel, hvilket er et problem. Du kan hjælpe ved at angive troværdige kilder til de påstande, som fremføres i artiklen.

Ken Denning (født 1957 i Sønderborg, død 7. februar 2024) var en dansk billedkunstner. Han beskæftigede sig særligt med landskabsbilleder. Hans foretrukne medier var raderinger, tegninger og andre former for grafiske værker, hvor også fotomanipulation har været brugt. Ken Denning udstillede på museer i ind og udland.
Dennings værker findes blandt andet i Kobberstiksamlingen på Statens Museum for Kunst, Vejle Kunstmuseum, Kastrupgårdsamlingen, Trapholt i Kolding og Sønderjyllands Kunstmuseum.